# Parnassia yui
Parnassia yui är en benvedsväxtart som beskrevs av Z.P. Jien. Parnassia yui ingår i släktet Parnassia och familjen Celastraceae. Inga underarter finns listade.